# Petros (Pelikan)

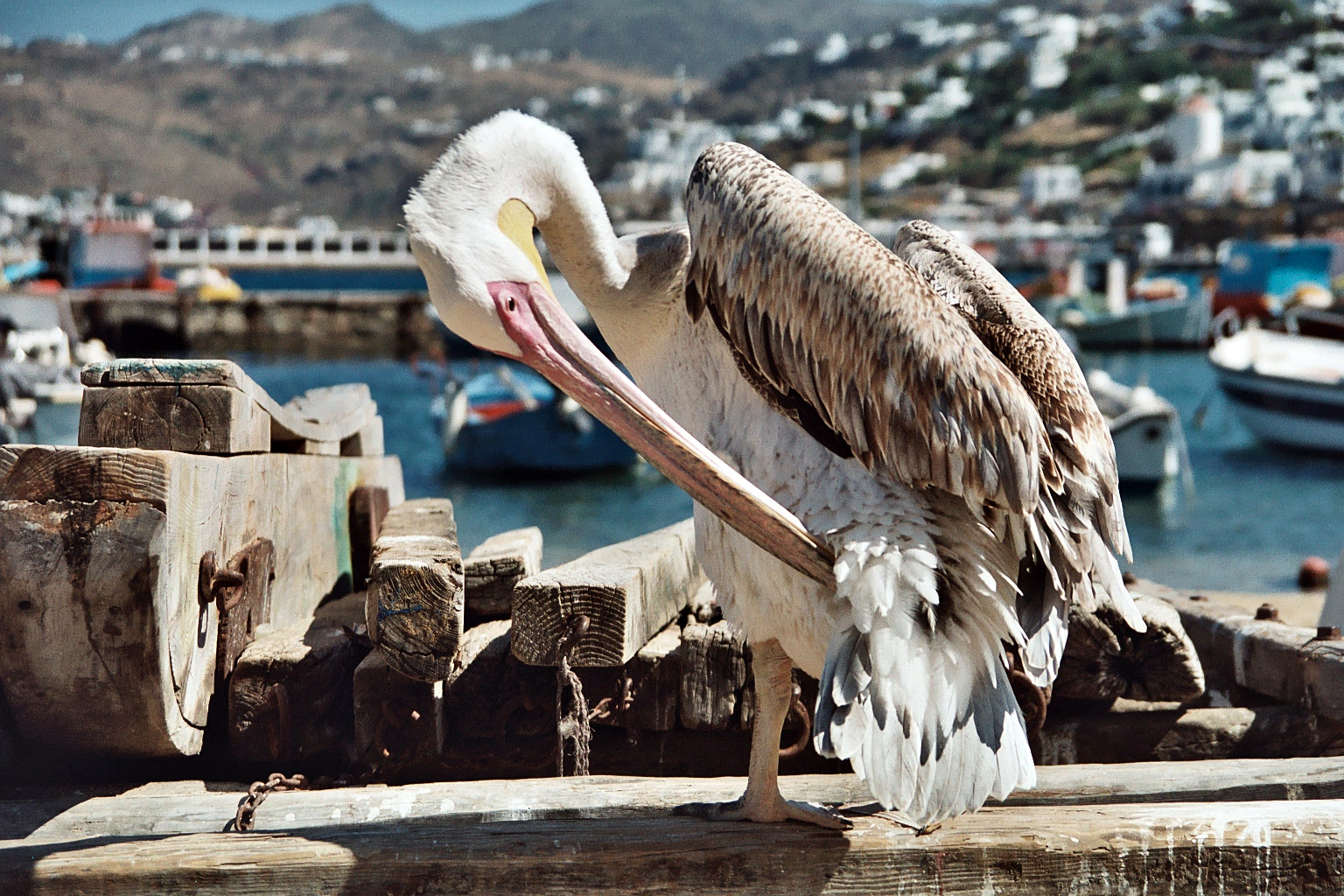
Einer der drei Pelikane

Petros war ein Rosapelikan, der in der Zeit von 1958 bis 1986 das Maskottchen der griechischen Insel Mykonos war.
Im Jahr 1958 fand ein Fischer von Mykonos einen verletzten Pelikan. Er pflegte ihn gesund und der Pelikan blieb im Ort Mykonos (Chora). Nach einer Weile wurde er das Maskottchen der Insel und wurde Petros genannt. Er wurde eine lokale Berühmtheit und ein beliebtes Ansichtskartenmotiv. 
Nach Petros’ Tod im Jahr 1986 schenkte Jacqueline Kennedy Onassis der Insel einen neuen Pelikan namens Irini. Ein weiterer Pelikan war ein Geschenk des Tierparks Hagenbeck in Hamburg, der wiederum Petros genannt wurde. Zuletzt kam ein dritter Pelikan hinzu, der wiederum verletzt an Land gespült worden war und Nikolas genannt wurde, so dass zeitweise drei Pelikane in Mykonos lebten.
1986 schrieb der Publizist und Literat Hans Christian Meiser ein Requiem für Petros Requiem für einen Pelikan, dessen Original sich im Folkloremuseum von Mykonos befindet.
2003 brachte der Ehrenbürger von Mykonos und damalige Oberbürgermeister von München, Christian Ude, den Pelikan Chris aus dem Tierpark Hellabrunn, den er durch eine Spende ausgelöst hatte, nach Mykonos.